# Langues du Sud du Vanuatu
Les langues du Sud du Vanuatu sont une sous-branche des langues océaniennes parlées, comme leur nom l’indique, dans le sud du Vanuatu.

La province Taféa, où sont parlées les langues du sud du Vanuatu

Cette famille regroupe les neuf langues suivantes :
- langue d’Aneityum :
  - anejom ;
- langues d’Erromango :
  - ifo ou utaha (éteint),
  - sie,
  - ura (presque éteint) ;
- langues de Tanna :
  - kwamera,
  - lenakel,
  - tanna du Nord,
  - whitesands,
  - tanna du Sud-Ouest.